# Walter Gordon (Physiker)
Walter Gordon (* 3. August 1893 in Apolda; † 24. Dezember 1939 in Stockholm) war ein deutscher Physiker, der auf der Flucht vor dem Nationalsozialismus nach Schweden emigrierte.

## Leben
Walter Gordon wurde als Sohn des Kaufmanns Arnold Gordon und dessen Ehefrau Bianca geb. Brann geboren. Die Familie war jüdischer Herkunft und wohnte in der Johannisgasse 5. In den ersten Lebensjahren von Walter Gordon zog die Familie in die Schweiz. 1900 besuchte er die Schule in St. Gallen, studierte 1915 an der Universität Berlin Mathematik und Physik und promovierte im Jahre 1921 bei Max Planck. 1922 arbeitete Gordon als Assistent von Max von Laue an der Universität Berlin. Nach mehreren Monaten in Manchester bei William Lawrence Bragg und am Kaiser-Wilhelm-Institut für Faserstoffchemie in Berlin-Dahlem im Jahre 1925 ging Gordon 1926 an die Universität Hamburg und habilitierte sich dort im Jahre 1929. 1930 wurde er zum Professor ernannt.
1932 heiratete er die Hamburgerin Gertrud Lobbenberg. Unter dem Druck der politischen Verhältnisse in Deutschland siedelte Gordon im Jahre 1933 nach Stockholm um. An der Universität Stockholm arbeitete er im Bereich Mechanik und Mathematische Physik.
Walter Gordon stellte zusammen mit Oskar Klein die relativistische Klein-Gordon-Gleichung auf, deren Gültigkeit aber auf Teilchen mit Spin Null eingeschränkt werden musste. Die nach ihm benannte Gordon-Identität wird in der Quantenelektrodynamik für die Definition von Formfaktoren der Elektron-Photon-Streuung benötigt.
Die Stadt Apolda ehrte ihren Sohn durch die Benennung eines Platzes mit seinem Namen.